# Thorictus andreinii
Thorictus andreinii là một loài bọ cánh cứng trong họ Dermestidae. Loài này được Escalera miêu tả khoa học năm 1942.